# 中華航空676號班機空難
中華航空676號班機是一趟由印尼峇里島伍拉·賴國際機場飛往中華民國中正國際機場（今臺灣桃園國際機場）的國際線航班，1998年2月16日，一架編號B-1814的空中巴士A300B4-622R型客機在執行該航班時，因降落時高度過高，機師執行重飛時操作失誤，導致飛機失速當場墜落，撞擊到跑道旁圍牆，一路衝到跑道外機場旁的馬路上並且爆炸，而這宗空難又稱為「大園空難」。
空難中機上乘客與機組人員共196人全數罹難，並且波及國際路二段上的民宅與汽車，導致地面上7人死亡、2人受伤。這場空難總共造成203人罹難，當中包括時任中華民國中央銀行總裁許遠東及其妻子，與若干一級主管，對金融界造成巨大人才損失。

## 班機資訊
當時執行該航班的飛機為一搭載普惠公司PW4158引擎之空中巴士A300B4-622R，飛機註冊編號為B-1814。於1990年交付給中華航空，累計飛行時間約為20,000多小時。
該失事班機內一共有182名乘客（其中175名中華民國籍，5名美國籍，1法国人，1名印尼籍）和14名組員登機，正機長為康龍麟（1990年加入華航，總飛行時數7,210小時），副機師為姜德生（1996年加入，總飛行時數3,530小時）。乘客中有42名欲轉乘其他班機往高雄國際機場，3名欲轉乘其他班機轉往舊金山國際機場，其他皆為預定在中正國際機場入境。
和許遠東一同罹難的乘客包含伴隨其赴印尼參與東南亞中央銀行總裁聯合會年會的總裁夫人、其它此年會相關的隨行官員如外匯局長陳煌 、正機長康龍麟的妻子和兩名小孩等。

## 國籍分布
| 國籍       | 乘客人數 | 機組員人數 | 總計 |
| ---------- | -------- | ---------- | ---- |
| 中華民國   | 175      | 14         | 189  |
| 美国       | 5        | 0          | 5    |
| 法國       | 1        | 0          | 1    |
| 印度尼西亞 | 1        | 0          | 1    |
| 總計       | 182      | 14         | 196  |

## 事故與搜救經過
1998年2月16日15時27分，676號班機由峇里國際機場起飛，於19時26分交至台北飛航情報區。在20時4分，準備降落中正國際機場（今臺灣桃園國際機場）05L跑道之時，班機的機師由於飛機高度過高，向塔台要求重飛。有鑑於名古屋空難人機對抗造成的慘劇，空中巴士修改了飛航控制系統，允許飛行員下壓駕駛桿的力量超過33磅時，即可強制關閉自動駕駛。然而，機師在進場時因為高度持續過高，雖使用開放下降（OPEN DESCENT）模式，油門持續在怠速（IDLE）的情況下仍無法追到三度下滑道，因而直到1,000呎的高度仍無法達到穏定進場的要求，且低於1,000呎才執行降落檢查表。
在執行降落檢查表過程中，其中一位機師不知何原因壓了操縱桿一次造成自動駕駛解除並響起解除通知聲，其中一位機師按鈕消除通知聲後，二人繼續共同完成檢查表，旋即因仍高於三度下滑道，機長喊重飛而開始重飛程序。然而二位機師重飛卻不知道自動駕駛已解除，飛機長達11秒的時間無人控制，而因該型飛機推力線在飛機下方頗遠處，在槓桿作用下本就會在全馬力情況時巨幅抬升仰角，在未以手動方式控制飛機的重飛仰角下，仰角很快即超過40度，空速急遽降低。後來二位機師雖然終於發現狀況而欲接上自動駕駛，卻因仰角及空速超過包絡線（Envelope）而無法接上，接著全力推操縱桿欲減低仰角，唯仍因空速已近失速而無效（此效應稱為舵面效應）。之後飛機持續爬升至2,000呎以上之後即失速，失速後下墜加速過程中，二位機師終於開始取回飛機控制權，然而飛機高度實在太低，沒有足夠的高度和時間改平，最終仍墜毀於機場旁的國際路二段（台15線）715號到721號間，撞塌一間房屋和一輛汽車後引發大火，機上所有人員及汽車上五人罹難。
20時5分塔台在和班機失去聯絡以後，即發出通報命令機場的消防車搜尋，而在隨後塔台發現飛機墜落於機場外，再次通報消防車趕往搶救。在消防車抵達墜毀現場後發現四棟民宅遭到損毀，現場一片火花並時傳爆炸聲，而地上盡是飛機殘骸、殘缺不全的屍體以及行李。現場一共動用了上千名警消與軍力救災，並有民間救難組織投入，然而救災現場初期卻發生了一些混亂的現象：桃園救難協會與警方發生衝突；而大批附近的民眾步行圍觀，甚至企圖突破封鎖線；另外台灣各電視台在得知事故發生後，紛紛以現場即時轉播方式報導救災現場實況。

## 事故後的影響
此次的事件引起了對中華航空公司飛航安全、公司改造方面的疑慮，以及交通部民用航空局和中華民國交通部官員撤換的政治話題。時任交通部民用航空局局長蔡堆在本次事故發生後的當晚即向時任中華民國交通部部長蔡兆陽遞出辭呈，但當時未受批准。蔡兆陽在事件後則被許多政治人物要求應為此事件負責而離職，而他本人也表達不戀棧職位的想法。在3月發生國華航空7623號班機空難後，飛安問題再度成為焦點，3月25日在時任中華民國行政院院長蕭萬長主導下，蔡堆的辭呈被批准，並將撤換中華航空公司總經理傅俊璠。
而蔡兆陽對此事件心有不滿，於3月30日正式提出辭呈，內容包含「日前奉示必須批准蔡堆局長之辭呈」、「而部分有心人士為遂行其政治目的仍不斷杯葛政事」等，其希望在辭職後未來事件討論的主軸回至飛安問題。蕭萬長隨後並批准此辭呈，並指派林豐正接任交通部長。
中華航空公司方面，當時華航最大股東中華航空事業發展基金會（航發會）於6月決定了董事會改組名單，只有董事長蔣洪彝獲得留任，其餘由各界領域人士擔任；在此同時，確立了政府對航發會的主導權及華航未來的釋股計畫，以進行華航的整體改造。1998年5月25日，航空器飛航安全委員會（今國家運輸安全調查委員會）成立。
在本次的事故之後，該時段由峇里機場飛往中正國際機場（今臺灣桃園國際機場）的航班班號改為「688」。
失事現場於2002年，由前大園鄉鄉長的次子（亦為空難地面罹難者家屬之一）陳義豐將其重建後予以改建為一家露天景觀咖啡店「奇跡咖飛場」。

## 相關紀錄片
- 此次空難製播為《空中浩劫》第二十四季「Air Crash Investigation: Eleven Deadly Seconds」，於2024年2月22日晚間9時於國家地理頻道亞洲播映，標題為「十一秒·煉獄」。另外，亦於同日晚上10點在國家地理頻道（台灣版本）播映（台灣版列為第25季）。

## 附註
1. ↑  畫面是現場直播，因當時尚未受到政府管制，影像並未黑白或馬賽克處理，所以畫面是血淋淋完整呈現在電視上。

### 官方資料
- . 交通部民用航空局. 2000-05-18. （原始内容存档于2018-12-09） –Aviation Accidents Database.

## 外部連結
- （英文）Airliners.net上在此飛機失事前的照片 （页面存档备份，存于）
- （英文）AirDisaster.com對此事故的紀錄 （页面存档备份，存于）
- （英文）台灣華航飛機撞擊民宅導致205人死亡，CNN

- "Mourners gather to identify victims of Taiwan crash," CNN
- "205 dead as China Air jet slams into Taiwan," CNN
- The Crash of Flight CI676, a China Airlines Airbus A300, Taipei, Taiwan, Monday 16 February, 1998: What We Know So Far（页面存档备份，存于） - 比勒费尔德大学
- CVR Transcript of Flight 676 （页面存档备份，存于）
- YouTube上的【台灣．空難】 華航大園空難成煉獄　現場滿地罹難者殘軀...｜我在案發現場完整版
- YouTube上的11秒無人駕駛的慘烈代價，揭秘華航676空難背後的人禍-China Airlines Fligh 676